# 105e régiment d'infanterie territoriale
Le 105e régiment d'infanterie territoriale est un régiment d'infanterie de l'armée de terre française qui a participé à la Première Guerre mondiale.

## Création et différentes dénominations
Le régiment reçoit son numéro par décret du 19 mars 1875, en prévision de la mobilisation.

## Chefs de corps
- 6 août 1914-11 octobre 1916 : lieutenant-colonel Jean Séguin (1849-1919).
- 11 octobre 1916-23 avril 1918 : chef de bataillon puis lieutenant-colonel Marie-Jules-François-Alexandre Marx (1860-1921).
- 23 avril 1918-octobre 1918 : chef de bataillon Jules-Paul Dherbassy (1864-).

## Historique des garnisons, combats et batailles du105eRIT

### Première Guerre mondiale
Mobilisé en  14e Région Militaire

## Drapeau
Il porte, cousues en lettres d'or dans ses plis, les inscriptions suivantes :
- Verdun 1916

## Personnages célèbres ayant servi au105eRIT
- Le sergent-major Jules Arren, mort pour la France le 17 janvier 1915[3].